# Was sind und was sollen die Zahlen?
Was sind und was sollen die Zahlen? ist ein Werk des Mathematikers Richard Dedekind, welches im Jahr 1888 erschien. Mathematikhistorisch und philosophisch ist dieses Werk von großem Interesse, da es zum ersten Mal eine genaue Definition der natürlichen Zahlen, noch vor der Veröffentlichung der Peano-Axiome, enthält und erste Ansätze für Ordinal- und Kardinalzahlen erkennbar sind.

## Ziel
„Was beweisbar ist, soll in der Wissenschaft nicht ohne Beweis geglaubt werden.“ schreibt Dedekind im Vorwort der Erstausgabe und demgemäß bemüht er sich im Rest seiner Schrift um ein logisches Fundament für die natürlichen Zahlen.
Dabei verfährt er mit folgender philosophischer Grundlage:

„Zahlen sind freie Schöpfungen des menschlichen Geistes, sie dienen als ein Mittel, um die Verschiedenheit der Dinge leichter und schärfer aufzufassen. Durch den rein logischen Aufbau der Zahlen-Wissenschaft und durch das in ihr gewonnene stetige Zahlen-Reich sind wir erst in den Stand gesetzt, unsere Vorstellungen von Raum und Zeit genau zu untersuchen, indem wir dieselben auf dieses in unserem Geiste geschaffene Zahlen-Reich beziehen“

## Inhalt
Im größten Teil des Werkes geht es um ein Teilgebiet der Mathematik, das heute Mengenlehre genannt wird. Da die Schrift vor der Grundlegung der modernen Mengenlehre entstanden ist, weicht Dedekinds Sprachgebrauch zum Teil erheblich von den uns heutzutage gewohnten Begriffen ab. Statt von Menge spricht er von System, abzählbare Unendlichkeit nennt er einfache Unendlichkeit, statt Mächtigkeit sagt er Grad etc. Im Folgenden werden die modernen Begriffe benutzt, damit diese Inhaltsangabe für den Leser leichter zu verstehen ist. Eine Ausgabe, welche die alten Begriffe ersetzt, findet man unter den Weblinks.
Nach den ersten Mengenbildungsgesetzen widmet sich Dedekind der Theorie der Mächtigkeit und der Funktion. In diesem Werk taucht die erste Definition einer unendlichen Menge auf, die zu seinen Ehren Dedekind-Unendlichkeit genannt wird.
Die natürlichen Zahlen definiert er als wohlgeordnete, abzählbar unendliche Menge. Welche wohlgeordnete, abzählbar unendliche Menge man nimmt, ist egal, da sie unter einem Ordnungsisomorphismus äquivalent sind. Dedekind selbst schreibt, man könne „von der besonderen Beschaffenheit der Elemente grundsätzlich [absehen], lediglich ihre Unterscheidbarkeit [festhalten] und nur die Beziehungen [auffassen].“ Daraus leitet er den Isomorphiesatz von Dedekind her.
Er beschreibt des Weiteren das Prinzip der vollständigen Induktion und definiert die grundlegenden Rechenoperationen auf den natürlichen Zahlen. Mit seiner Beschreibung nimmt er bereits das moderne Konzept der Ordinalzahlen vorweg. Im letzten Teil des Werkes widmet er sich der Klassifikation von Mächtigkeiten und baut damit schon die Grundlage für die Kardinalzahlen auf.

## Fortsetzung
Im Werk Stetigkeit und Irrationale Zahlen, welches man gewissermaßen als Fortsetzung betrachten kann, definiert Dedekind die reellen Zahlen und baut damit eine logische Grundlage für die Analysis auf.

## Ausgaben
- Richard Dedekind: Was sind und was sollen die Zahlen? Stetigkeit und Irrationale Zahlen, Vieweg, Teubner, Wiesbaden, 1965.
- Richard Dedekind: Was sind und was sollen die Zahlen? Nachdruck des Originals aus dem Jahre 1918. Vero Verlag 2019. ISBN 978-3-95610-173-1